# NGC 2544
NGC 2544 è una galassia a spirale barrata situata nella costellazione della Giraffa, a una distanza di circa 137 milioni di anni luce dalla nostra Via Lattea.

## Scoperta
La galassia è stata scoperta il 7 settembre 1885 dall'astronomo statunitense Lewis Swift.

## Descrizione
NGC 2544 è una galassia starburst, dove cioè è presente una intensa attività di formazione stellare. La galassia presenta una larga riga a 21 cm dell'idrogeno neutro. Il nucleo di NGC 2544 presenta emissioni nell'ultravioletto e per questo è stata inclusa nel catalogo di Markarian con il codice Mrk 87 (MK 87).